# Odznak odstřelovače
Odznak odstřelovače (německy Scharfschützenabzeichen) bylo německé vyznamenání z období druhé světové války, založené 20. srpna 1944, jež se udělovalo odstřelovačům. Zpočátku bylo přidělováno jen personálu sloužícímu v Německé armádě a Waffen-SS. Na příkaz velení bylo vyznamenání později zpřístupněno i odstřelovačům ostatních ozbrojených sil.

## Stupně
- První třída - (se zlatou šňůrou) za 60 nepřátelských zabití
- Druhá třída - (se stříbrnou šňůrou) za 40 nepřátelských zabití
- Třetí třída - (bez šňůry) za 20 nepřátelských zabití

Nepřátelská zabití byla počítána od 1. září 1944. Zabití v boji zblízka nebyla vzata v úvahu. Každé zabití nepřítele muselo být potvrzeno svědky a hlášeno jednotce.

## Popis
Odznak odstřelovače byl vyroben ze zelenavě šedé látky, vyšívané a oválné. Zobrazuje hlavu černé orlice hledící vlevo s bílým peřím, s okrovýma žlutýma očima a uzavřeným zobákem. Tělo orlice je pokryto třemi dubovými listy a s žaludem vlevo. Okraje pásky jsou šité a tři stupně se vyznačují obvodově šitým kordem. Ve stříbře (2. třída) a ve zlatě (1. třída). Odznak se nosil na pravém rukávu uniformy.

## Nositelé
- Matthäus Hetzenauer (zlato)
- Bruno Sutkus (zlato)